# 16229 Kavyakoneru
A 16229 Kavyakoneru (ideiglenes jelöléssel (16229) 2000 EM46) a Naprendszer kisbolygóövében található aszteroida. A LINEAR projekt keretében fedezték fel 2000. március 9-én.